# Hans-Georg Landfermann
Hans-Georg Landfermann (* 1941 in Erfurt) ist ein deutscher Jurist.

## Leben
Landfermann studierte Rechtswissenschaften und promovierte 1967 an der Universität Freiburg. Er war zunächst als Richter in Nordrhein-Westfalen, dann wissenschaftlich am Max-Planck-Institut für ausländisches und internationales Privatrecht in Hamburg tätig. 
1972 wechselte er in das Bundesjustizministerium und war dort zuletzt Unterabteilungsleiter für Handels- und Wirtschaftsrecht. 1987 bis 1993 war der Dozent für Insolvenzrecht an der Universität Straßburg und der Freien Universität Berlin. Ab 1. Februar 2000 war er Präsident des Deutschen Patent- und Markenamtes. Von 1. Juli 2001 bis zu seinem Eintritt in den Ruhestand am 28. April 2006 war er Präsident des Bundespatentgerichtes in München.

## Schriften
- Die Auflösung des Vertrages nach richterlichem Ermessen als Rechtsfolge der Nichterfüllung im französischen Recht. 1968.
- Gesetzliche Sicherungen des vorleistenden Verkäufers. Tübingen 1987. ISBN 3-16-645247-8

- Mit Manfred Balz: Die neuen Insolvenzgesetze. Texte mit Einführung und den amtlichen Materialien. Idw-Verlag 1999. ISBN 3-8021-0827-2